# Гезова
Гезова (рус. Гезова) малена је руска река која протиче јужним делом земље, односно северним делом Краснодарског краја (тече преко њеног Криловског рејона). Лева је притока реке Кугојеје и део басена реке Јеје, односно Азовског мора. Укупна дужина водотока је 18 km, а тече углавном у смеру северозапада. 